# Ernst Heins
Ernst Lodewijk Heins (21 mei 1937 - 7 juni 2019) was een musicus en vooral bekend als hoofddocent (etnomusicologie) aan de Universiteit van Amsterdam (1963 – 2002).

## Levensloop
Hij was gekend als een enthousiasmerend leraar die persoonlijke contacten onderhield met zijn studenten. Vaak kwamen studenten bij hem thuis genietend van een heerlijke maaltijd en gezelligheid tot laat in de avond.
Toen er vanaf 1993 problemen binnen de vakgroep muziekwetenschap ontstonden toonde Ernst zich ook van een andere kant. De Letterenfaculteit moest bezuinigen en het vak Etnomusicologie dreigde verloren te gaan. Maar Ernst liet zich niet ringeloren en maakte zich sterk voor het behoud van het Etnomusicologisch Centrum ‘Jaap Kunst’ (ECJK), het enige instituut in Nederland voor de niet-westerse muziek.
Zo schreef hij 20 sept.1998 in antwoord op een door Mw. Judith Belinfante aan hem toegestuurd interview:
“In de misselijk makende management-coterie van huidige faculteitsbestuurders die als 19e-eeuwse ondernemers met hun ondergeschikten omgaan, is een blijk van waardering en aanmoediging zoals het Uwe, al is het nog zo klein, iets heel zeldzaams. Mijn dag was weer goed! [...] Voor de etnomusicoloog zijn alle muzieken van de gehele wereld principieel gelijk en waard om intensief bestudeerd te worden, ook de muziek van de beroeps- en plattelandsbevolking in en buiten Europa, ook eenstemmige volksmuziek die het zonder akkoorden moet stellen, ook geïmproviseerde en anderszins niet-genoteerde muziek. In het huidige maatschappelijke bestel in Nederland, en juist in het in snel tempo multicultureler wordende Amsterdam, met welke stad onze universiteit sinds haar oprichting onverbrekelijk verbonden is, dient principiëel en expliciet de etnomusicologie op hoogleraarsniveau gehandhaafd te blijven.”
Ondanks de problemen bij de universiteit wist Ernst nog wel een potje te bemachtigen om het archief en de collectie geluidsbestanden van het ECJK te inventariseren, deels te digitaliseren en onder te brengen bij het NAA (tegenwoordig Beeld & Geluid in Den Haag) en bij de UvA afdeling bijzondere collecties.
Vanaf 1940 werden in het Koloniaal Instituut in Amsterdam elke week gamelan- en dansuitvoeringen gegeven door een groep enthousiastelingen onder de naam ‘Babar Lajar’. Na het uiteenvallen van de groep in 1956 werd er op de slendro-gamelan van het Tropenmuseum nog af en toe gespeeld, ook door Javaanse groepen, die in Nederland op bezoek kwamen.
Na een etnomusicologisch studieverblijf op Java in 1967-1968, startte Ernst Heins in de eerste plaats voor musicologie-studenten maar al gauw ook voor andere belangstellenden wekelijkse gamelanrepetities en bijbehorende maandelijkse concerten in het Tropenmuseum. Deze practica, repetities en presentaties maakten deel uit van de gebundelde activiteiten van het Etnomusicologisch Centrum ‘Jaap Kunst’ (UvA) en het Tropenmuseum. Sindsdien is gamelanbespeling (aanvankelijk alleen de traditionele Javaanse, maar sinds 1975 ook Balische en incidenteel Sundanese gamelan) een geïntegreerd onderdeel van de studie muziekwetenschap van de Universiteit van Amsterdam.
Voor zijn studenten stelde Ernst een bundel samen met Javaanse gamelan kernmelodieën voor praktisch gebruik, gebaseerd op mondelinge en schriftelijke bronnen van zijn leraren/mentoren, commerciële Indonesische audiocassettes uitgebracht door Lokananta (Solo) en Fajar (Yogya) en eigen veldopnamen, voornamelijk tussen 1967 en 1999 in Yogya en Solo gemaakt.
Heden ten dage zijn er in Nederland vele gamelan-groepen die zich bezig houden met de klassieke gamelanmuziek uit Java en Bali.
Ernst was assistent en later opvolger van de staatsetnomusicoloog Jaap Kunst (1891-1960) en in de Spuistraat te Amsterdam beheerde hij diens collectie, die sinds de overdracht aan de universiteit in 1963 bijna is verviervoudigd. In 2002 publiceerde Ernst een biografie over zijn leermeester. Naast onderzoek naar Nederlandse volksmuziek deed Kunst onderzoek in Nederlands-Indië, waarbij het veldwerk een centrale plaats kreeg. Allereerst bestudeerde hij de gamelan-muziek van Java en Bali. Later heeft hij reizen naar de Molukken, de Sunda-eilanden, Nias en Celebes gemaakt.  Zijn technische uitrusting was voor die tijd zeer geavanceerd: naast foto’s en films maakte hij honderden geluidsopnamen met de Edison phonograph (wascilinders). In de jaren dertig werd Kunst museumconservator, eerst in Batavia van het Museum van het Koninklijk Bataviaasch Genootschap, later van het Koloniaal Museum (Tropenmuseum) in Amsterdam, waar hij een grote collectie muziekinstrumenten en geluidsopnamen verzamelde. Aan de Universiteit van Amsterdam doceerde Kunst sinds 1942 Vergelijkende Muziekwetenschap.
De tijdens het veldwerk verzamelde informatie zou Kunst in de loop der jaren verwerken in een ononderbroken stroom van wetenschappelijke publicaties op het gebied van de traditionele Indonesische muziek in al haar verschijningsvormen.
Na zijn pensionering was Ernst nog vele jaren volop actief als musicus en werkte hij aan composities, waaronder bewerkingen van Satie en klassieke Javaanse gamelan voor orkest.
Naast wetenschappelijke publicaties bracht hij CD’s uit bij onder meer het Nederlandse label PAN Records. Plannen om gongslagen van de originele gong uit Yogyakarta (die overigens ook lange tijd werd gebruikt om het NOS-journaal aan te kondigen) middels samples toe te voegen aan oude 78-toeren platen heeft hij niet meer kunnen realiseren.